# Smallburgh
Smallburgh – wieś w Anglii, w hrabstwie Norfolk, w dystrykcie North Norfolk. Leży 18 km na północny wschód od Norwich i 176 km na północny wschód od Londynu. W 2001 miejscowość liczyła 518 mieszkańców.